# 和歌山県道200号中芳養南部線
和歌山県道200号中芳養南部線（わかやまけんどう200ごう なかはやみなべせん）は、和歌山県田辺市から日高郡みなべ町に至る一般県道である。

## 概要
田辺市中芳養から日高郡みなべ町芝に至る。

### 路線データ
- 起点：和歌山県田辺市中芳養（和歌山県道199号芳養清川線交点）
- 終点：和歌山県日高郡みなべ町芝（南部中学校東交差点、国道42号交差点）
- 実延長：5.607 km

## 路線状況

### 道路施設

#### トンネル
- 小野坂隧道：延長74 m、1936年（昭和11年）竣工、田辺市 - 日高郡みなべ町

## 地理

### 通過する自治体
- 和歌山県
  - 田辺市 - 日高郡みなべ町

### 交差する道路
| 交差する道路               | 市町村名 | 市町村名 | 交差する場所 | 交差する場所              |
| -------------------------- | -------- | -------- | ------------ | ------------------------- |
| 和歌山県道199号芳養清川線  | 田辺市   | 田辺市   | 中芳養       | 起点                      |
| 和歌山県道35号上富田南部線 | 日高郡   | みなべ町 | 東吉田       | 東吉田交差点              |
| 国道42号 国道424号 重複    | 日高郡   | みなべ町 | 芝           | 南部中学校東交差点 / 起点 |

### 交差する鉄道
- 紀勢本線

### 沿線
- JR西日本紀勢本線 南部駅
- 和歌山県立南部高等学校
- みなべ町立南部中学校